# Новосельцево (Крым)
Новосе́льцево (до 1945 года Ак-Шеих; укр. Новосільцеве, крымскотат. Tege Aqşeyh, Теге Акъшейх) — село на территории полуострова Крыма (согласно административно-территориальному делению Украины — Табачненского сельского совета Джанкойского района Автономной Республики Крым, согласно административно-территориальному делению России — Табачненского сельского поселения Джанкойского района Республики Крым).

## Население
| 2001 | 2014 |
| ---- | ---- |
| 578  | ↘433 |

Всеукраинская перепись 2001 года показала следующее распределение по носителям языка
| Язык             | Процент |
| ---------------- | ------- |
| русский          | 58.82   |
| крымскотатарский | 29.93   |
| украинский       | 9.52    |

### Динамика численности
| - 1805 год — 92 чел. - 1864 год — 200 чел. - 1886 год — 321 чел. - 1889 год — 373 чел. - 1892 год — 493 чел. - 1897 год — 491 чел. - 1900 год — 602 чел. | - 1915 год — 238/72 чел. - 1926 год — 536 чел. - 1989 год — 519 чел. - 2001 год — 578 чел. - 2009 год — 547 чел. - 2014 год — 433 чел. |

## Современное состояние
На 2017 год в Новосельцево числится 5 улиц; на 2009 год, по данным сельсовета, село занимало площадь 91,8 гектара на которой, в 169 дворах, проживало 547 человек. В селе действуют детский сад «Ивушка», библиотека, сельский клуб, стадион, фельдшерско-акушерский пункт. Село связано автобусным сообщением с райцентром и соседними населёнными пунктами.

## География
Новосельцево — село на востоке района, в степном Крыму, у границы с Нижнегорским районом, на левом берегу одной из безымянных степных рек, впадающих в Сиваш (сейчас — коллектор Северо-Крымского канала), высота центра села над уровнем моря — 15 м. Соседние сёла: Табачное в 4 км на запад, Светлое в 3,8 км на север, Нежинское в 3,5 км на восток и Кунцево в 3 км на юг — оба Нижнегорского района. Расстояние до райцентра — около 32 километров (по шоссе), ближайшая железнодорожная станция — Азовская (на линии Джанкой — Феодосия) — примерно в 10 километрах. Транспортное сообщение осуществляется по региональной автодороге 35Н-167 Азовское — Любимовка (по украинской классификации — С-0-10443).

## История
Первое документальное упоминание села встречается в Камеральном Описании Крыма… 1784 года, судя по которому, в последний период Крымского ханства Ак Шеих входил в Насывский кадылык Карасубазар ского каймаканства.
После присоединения Крыма к России (8) 19 апреля 1783 года, (8) 19 февраля 1784 года, именным указом Екатерины II сенату, на территории бывшего Крымского Ханства была образована Таврическая область и деревня была приписана к Перекопскому уезду. После Павловских реформ, с 1796 по 1802 год, входила в Перекопский уезд Новороссийской губернии. По новому административному делению, после создания 8 (20) октября 1802 года Таврической губернии, Ак-Шеих был включён в состав Таганашминской волости Перекопского уезда.
По Ведомости о всех селениях в Перекопском уезде состоящих с показанием в которой волости сколько числом дворов и душ… от 21 октября 1805 года, в деревне Акшайки числилось 13 дворов, 84 крымских татарина, 7 цыган и 1 ясыр. На военно-топографической карте генерал-майора Мухина 1817 года деревня Ак шеих обозначена с 11 дворами. После реформы волостного деления 1829 года Акшеих, согласно «Ведомости о казённых волостях Таврической губернии 1829 года», отнесли к Башкирицкой волости (переименованной из Таганашминской). На карте 1836 года в русской деревне Ак-Шеих 13 дворов. На карте 1842 года Ак-Шеих обозначен условным знаком «малая деревня», то есть, менее 5 дворов.
В 1860-х годах, после земской реформы Александра II, деревню приписали к Байгончекской волости того же уезда. В «Списке населённых мест Таврической губернии по сведениям 1864 года», составленном по результатам VIII ревизии 1864 года, Ак-Шеих — владельческая русская деревня, с 29 дворами и 200 жителями при колодцах. Русское общество государственных крестьян Ак-Шеиха, обременённое платой за выкуп земли, намеревалось открыть школу в 1868 году. На трёхверстовой карте 1865—1876 года в деревне Ак-Шеих отмечены 33 двора. В январе 1971 года в уездным врачом Кардиновым в деревне была зафиксирована эпидемия кори, в результате которой были умершие (всего по уезду 5 человек). На 1886 год в деревне, согласно справочнику «Волости и важнѣйшія селенія Европейской Россіи», проживал 321 человек в 49 домохозяйствах, действовала школа. В «Памятной книге Таврической губернии 1889 года» по результатам Х ревизии 1887 года записана Ак-Шеих, с 52 дворами и 373 жителями.
После земской реформы 1890 года Ак-Шеих определили центром Ак-Шеихской волости. Согласно «…Памятной книжке Таврической губернии на 1892 год», в селе, входившем в Ак-Шеихское сельское общество, было 493 жителя в 64 домохозяйствах на общинной земле. Перепись 1897 года зафиксировала в деревне 491 жителя, из них 474 православных. По «…Памятной книжке Таврической губернии на 1900 год» в Акшеихе числилось 602 жителя в 111 дворах. На 1902 год в деревне имелась земская больница на 6 коек, работали врач и фельдшер. На 1914 год в селении действовала земская школа и кредитное товарищество. По Статистическому справочнику Таврической губернии. Ч.II-я. Статистический очерк, выпуск пятый Перекопский уезд, 1915 год, в селе Ак-Шеих, центре Ак-Шеихской волости Перекопского уезда, числилось 65 дворов (48 дворов с землёй, 17 — безземельные) с русским населением в количестве 238 человек приписных жителей и 72 — «посторонних», из которых 152 мужчины и 158 женщин. Жители владели 628 десятинами удобной земли. В хозяйствах имелось 56 лошадей, 17 волов, 58 коров и 40 голов мелкого скота. В селе действовали больница (врач и фельдшер), Александро-Невская церковь Джанкойского церковного округа, ветеринарный пункт.
После установления в Крыму Советской власти, по постановлению Крымревкома от 8 января 1921 года № 206 «Об изменении административных границ» была упразднена волостная система и в составе Джанкойского уезда был создан Джанкойский район. В 1922 году уезды преобразовали в округа. 11 октября 1923 года, согласно постановлению ВЦИК, в административное деление Крымской АССР были внесены изменения, в результате которых округа были ликвидированы, основной административной единицей стал Джанкойский район и село включили в его состав. Согласно Списку населённых пунктов Крымской АССР по Всесоюзной переписи 17 декабря 1926 года, в селе Ак-Шеих, центре Ак-Шеихского сельсовета Джанкойского района, числилось 118 дворов, из них 116 крестьянских, население составляло 536 человек. В национальном отношении учтено: 461 русский, 47 украинцев, 14 немцев, 5 евреев, 3 армянина, 2 латыша, 2 эстонец, 1 болгарин, 1 записан в графе «прочие», действовала русская школа. После образования в 1935 году Колайского района (переименованного указом ВС РСФСР № 621/6 от 14 декабря 1944 года в Азовский) село, вместе с сельсоветом включили в его состав.
После освобождения Крыма от нацистов в апреле, 12 августа 1944 года было принято постановление № ГОКО-6372с «О переселении колхозников в районы Крыма» и в сентябре 1944 года в район приехали первые новоселы (162 семьи) из Житомирской области, а в начале 1950-х годов последовала вторая волна переселенцев из различных областей Украины. Указом Президиума Верховного Совета РСФСР от 21 августа 1945 года Ак-Шеих был переименован в Новосельцево и Ак-Шеихский сельсовет — в Новосельцевский. С 25 июня 1946 года Новосельцево в составе Крымской области РСФСР, а 26 апреля 1954 года Крымская область была передана из состава РСФСР в состав УССР. На 15 июня 1960 года Новосельцево оставалось центром сельсовета. Указом Президиума Верховного Совета УССР «Об укрупнении сельских районов Крымской области», от 30 декабря 1962 года Азовский район был упразднён и село присоединили к Джанкойскому. Видимо, тогда же село включили в Майский сельсовет, в который оно входило до 1988 года. 8 февраля 1988 года был образован Табачненский сельсовет. По данным переписи 1989 года в селе проживало 519 человек. С 12 февраля 1991 года село в восстановленной Крымской АССР, 26 февраля 1992 года переименованной в Автономную Республику Крым.